# Miles de Gloucester
Miles de Gloucester también Miles Fitz Walter (Latín medieval: Milo de Gloecestria, m. 24 de diciembre de 1143), fue un notable caballero anglonormando, primer conde de Hereford, señor de Brecknock y de Abergavenny, custodio de las Marcas Galesas, sheriff de Gloucestershire y condestable de Inglaterra. Fue uno de los principales actores durante la guerra civil inglesa que enfrentó a Esteban de Inglaterra y la emperatriz Matilde, por la corona de Inglaterra. Era hijo de Walter de Gloucester.
Entre 1130 y 1135 estuvo al servicio de Enrique I de Inglaterra, quien lo nombró condestable de Inglaterra en sucesión de su padre, cargo que alternaba con justiciar de Gloucestershire. Esteban de Inglaterra le concedió el honor de Gloucester y Brecknock en 1136. No obstante, se unió a la emperatriz Matilde a su llegada a Inglaterra en 1139, como condestable. Matilde le concedió el condado de Hereford y Oxford el 25 de julio de 1141, y le concedió el custodio del castillo de Abergavenny. Brian Fitz Count le cedió el honor de Abergavenny entre 1141 y 1142. Se distinguió por saquear la cercana ciudad realista de Worcester, atacar las embestidas del rey Esteban contra el castillo de Wallingford y someter el condado de Hereford. En 1141, fue recompensado con el condado de Hereford cuando Matilde gobernaba el país. Miles fue uno de los apoyos más incondicionales de la Matilde, permaneció leal a la emperatriz tras su derrota en Winchester ese mismo año.
Murió en un accidente de caza el 24 de diciembre de 1143 cuando recibió una flecha en la cabeza. Fue enterrado en la sala capitular del Priorato de Llanthony, Gloucester.

## Herencia
Se casó con Sibyl de Neufmarché, hija y heredera de Bernard de Neufmarché. Fruto de esa relación nacieron varios hijos:
- Bertha de Hereford, esposa de William de Braose, III señor de Bramber (1112–1192);
- Roger Fitzmiles, segundo conde de Hereford. Esposo de Cecilia fitzPayn, hija de Pain fitzJohn.
- Walter de Hereford, murió hacia 1159 en Palestina. Fue sheriff of Gloucester entre 1155 y 1157; y sheriff de Hereford entre 1155 y 1159;
- Enrique Fitzmiles (Henry of Hereford, m. 12 de abril de 1165. Sucesor del título de Baron de Abergavenny (1141/42);
- Guillermo de Hereford (m. 1160), sin descendencia.
- Mahel de Hereford (m. 1165). Resultó mortalmente herido al caer una piedra de la torre en el Castillo de Bronllys (Breconshire, Gales), durante un incendio; murió sin descendencia. Fue enterrado en el Priorato de Llanthony.
- Margaret de Hereford, esposa de Humphrey III de Bohun (c. 1120-1187), hijo de Onfroi II de Bohun.
- Lucy de Gloucester, esposa de Herbert FitzHerbert de Winchester, Lord chambelán de Enrique I de Inglaterra. Fruto de esa relación nació Piers FitzHerbert.